# Christophe Di Pompeo
 (juin 2017).
Si vous disposez d'ouvrages ou d'articles de référence ou si vous connaissez des sites web de qualité traitant du thème abordé ici, merci de compléter l'article en donnant les références utiles à sa vérifiabilité et en les liant à la section « Notes et références ».
Christophe Di Pompeo, né le 15 juillet 1964 à Hautmont (Nord), est un mathématicien et homme politique français.
Membre du Parti socialiste puis de La République en marche, il est élu député de la troisième circonscription du Nord lors des élections législatives de 2017 face à Sylvie Goddyn (Front national). 

## Formation

### Jeunesse et études
Christophe Di Pompeo suit des études d'économie. Il est titulaire d’un DEA en sciences économiques de l’université de Lille I, où il se spécialise en économie européenne. Il obtient en 1998 un doctorat de sciences économiques de la même université, avec une spécialité en économétrie. Sa thèse, dirigée par s'intitule « Analyse de la relation économie - population : une réflexion centrée sur une région de l'Union européenne : le Nord-Pas-de-Calais ». 
Après une carrière orientée sur la modélisation mathématique en Santé, il passe en 2009, son Habilitation à la Direction des Recherches (HDR) en Sciences Mathématiques à l’École Centrale - Université de Lille 1 (Optimisation et gestion des risques en santé).

### Parcours professionnel
Chercheur en Santé publique (H.index 24) depuis 1994 (Laboratoire de Santé Publique : Epidémiologie et qualité des soins - EA 2694 Université de Lille 2) et Enseignant à L’Institut Lillois d’Ingénierie de la Santé (ILIS), Christophe Di Pompeo mène des recherches qui ont pour finalité la gestion des risques en santé par une amélioration de la connaissance qui réduit l’aléa dans la décision médicale.
Ces évaluations et modélisations peuvent être le fruit d'utilisation ou d'élaboration d'outils spécifiques mais sont, la plupart du temps, le fruit de l'utilisation des méthodes statistiques multivariées et la modélisation mathématique à partir de grandes bases de données (Big Data et intelligence artificielle).

### Parcours politique
Christophe di Pompeo est élu pour la première fois au Conseil Municipal de Maubeuge en 2001. Il y est réélu en 2008 et 2014. Il siège dans l'opposition entre 2014 et 2020, la liste d'union de la gauche sur laquelle il figure en 2014 n'ayant pas remporté les élections.
Durant cette période, il occupe les fonctions d'adjoint au maire chargé du développement économique (2001-2008) puis d'adjoint au Maire chargé des finances (2010-2014).
Parallèlement à son mandat municipal, il est élu au Conseil de la Communauté d'agglomération Maubeuge Val de Sambre (élections de 2001, 2008 et 2014) instance dans laquelle il devient Vice Président au développement économique (2008-2014).
Engagé sur la liste socialiste aux élections régionales de 2004, il a été conseiller régional Délégué aux Technologies de l'Information (2004-2010). Élu pour un second mandat il devient Président de la Commission Europe, Renouvellement Urbain, Contrat de Plan État Région (2011-2015).

#### Candidat LREM aux élections législatives de 2017 dans le Nord
En 2016, Christophe di Pompeo quitte le Parti socialiste et rejoint le mouvement La République en marche d'Emmanuel Macron, alors embryonnaire. En 2017 il est candidat aux élections législatives dans la troisième circonscription du Nord où il est élu.
Il est membre de la Commission des Affaires étrangères et préside le groupe d'Amitié Parlementaire France Italie. Il intervient dans le Club Italie-France, fondé par Edoardo Secchi, pour soutenir la coopération franco-italienne. Il est également rapporteur spécial pour la zone géographique États-Unis et Canada et président du groupe sur les métiers de la sécurité.

#### Candidat à sa réélection en 2022 dans le Nord et défaite électorale
Il est candidat à sa réélection aux élections législatives de 2022 sous la bannière Ensemble, une coalition de différents partis issus ou proches de la majorité présidentielle — dont LREM — qui soutiennent le président Emmanuel Macron, réélu quelques semaines auparavant, le 24 avril, pour un second quinquennat. Il arrive quatrième au premier tour dans la troisième circonscription du Nord, où il est député sortant, et est par conséquent éliminé de la course électorale.
Face à une possible victoire de Sandra Delannoy, la candidate du RN arrivée en tête au premier tour avec plus de 30 % des suffrages exprimés, le député sortant appelle à voter pour son opposant au second tour, le candidat du PS Benjamin Saint-Huile, — étiqueté « divers gauche » par le ministère de l'Intérieur — et dissident de l'union de la gauche, rassemblée lors de ces élections législatives de 2022 sous l'étiquette Nupes.

## Publications
(septembre 2024).
Revues nationales avec comité de lecture :
- De l'observation d'une filière de soins à l'évaluation des pratiques médicales – 1 598 patients suivis sur 3 mois en cardiologie. Revue Médicale de l'Assurance Maladie, 1995, 1, 35-51.
- Multicentric measurement and validation of a nurse workload score in long stay geriatric unit. La Revue de Gériatrie, 1995, 20, 347-354.
- Décompensations respiratoires aiguës d’origines infectieuses : quelles hypothèses ?, Réan. Urg, 1994, 3, 6, 668.
- Conséquence de la multi-resistance bactérienne en réanimation sur la durée de séjour et la charge en soins. Réan. Urg., 1997, 6, 213-222.
- Time-course of reaction time reaction distance and braking distance. La revue de gériatrie, 1997, 22, 359-362.
- Utilisation d’une méthode d’audit pour évaluer l’impact de l’hygiène des mains. In Formation Supérieure en Soins Infirmiers, Arnette édit. – Paris, 1998, 43-46.
- Elaboration and validation of an indicator of the paramedical care workload neede by mobile intensive care unit. Réan. Urg., 1998, 7, 7-15.
- Activity of a geriatric follow-up and rehabilitation service. La revue de Gériatrie 2000, 25, 303-310.
- Mistreatment of ederly persons in the extended family setting : a survey in the french Department « Nord » . Presse Med., 2000, 16, 880-884.
- Le niveau d’éducation des diabétiques âgés. Presse Med., 2001, 27, 1344-8.
- Plaintes et troubles du sommeil chez le sujet âgé institutionnalisé sous hypnotiques, Gériatrie et Psychologie Neuropsychiatrie du Vieillissement. 2012;10(2):159-163
- Regional evaluation of passive physical restraint practices in nursing homes in 2011, La Revue Francophone de Gériatrie et de Gérontologie No 205. May 2014 Page(s): 193-198
- Défibrillateurs et rythmes non choquables : quid de la survie ?, Anesthésie & Réanimation, 2015 V1 P288

Revues internationales avec comité de lecture :
- Evolutionary Approach for Multi-Objective Scheduling in Surgical Unit, GISEH 2012, Aug 2012
- Sleep complaints and desorders in residential home patients takiung hypnotic drugs, Geriatr Psychol Neurospychiatr Vieil. 2012 Jun ; 10(2) : 159-63.
- Does the body adiposity index (BAI) apply to paediatric populations? Ann Hum Biol. 2013 Sep-Oct;40(5):451-8
- Body mass index and childhood obesity classification systems: A comparison of the French, International Obesity Task Force (IOTF) and World Health Organization (WHO) referencesL, Rev. Epidemiol Santé Publique 2015, 63(3):173-182]
- Medicalized Prehospital Care in the Elderly: Facing Age Discrimination, Circulation. 2015; 132: A19974
- A case crossover analysis of out-of-hospital cardiac arrest and particulatre matter air pollution : investigation of specific subgroups. Open Access Library Journal. Jan 2017
- Age discrimination in out-of-hospital cardiac arrest care : a case-control study. Eur J Cardiovasc Nurs2017 dec.
- Evolution of survival in cardiac arrest with age in ederly patients : is resucitation a dead end ? J Emerg Med. 2017 de